# Långskepp

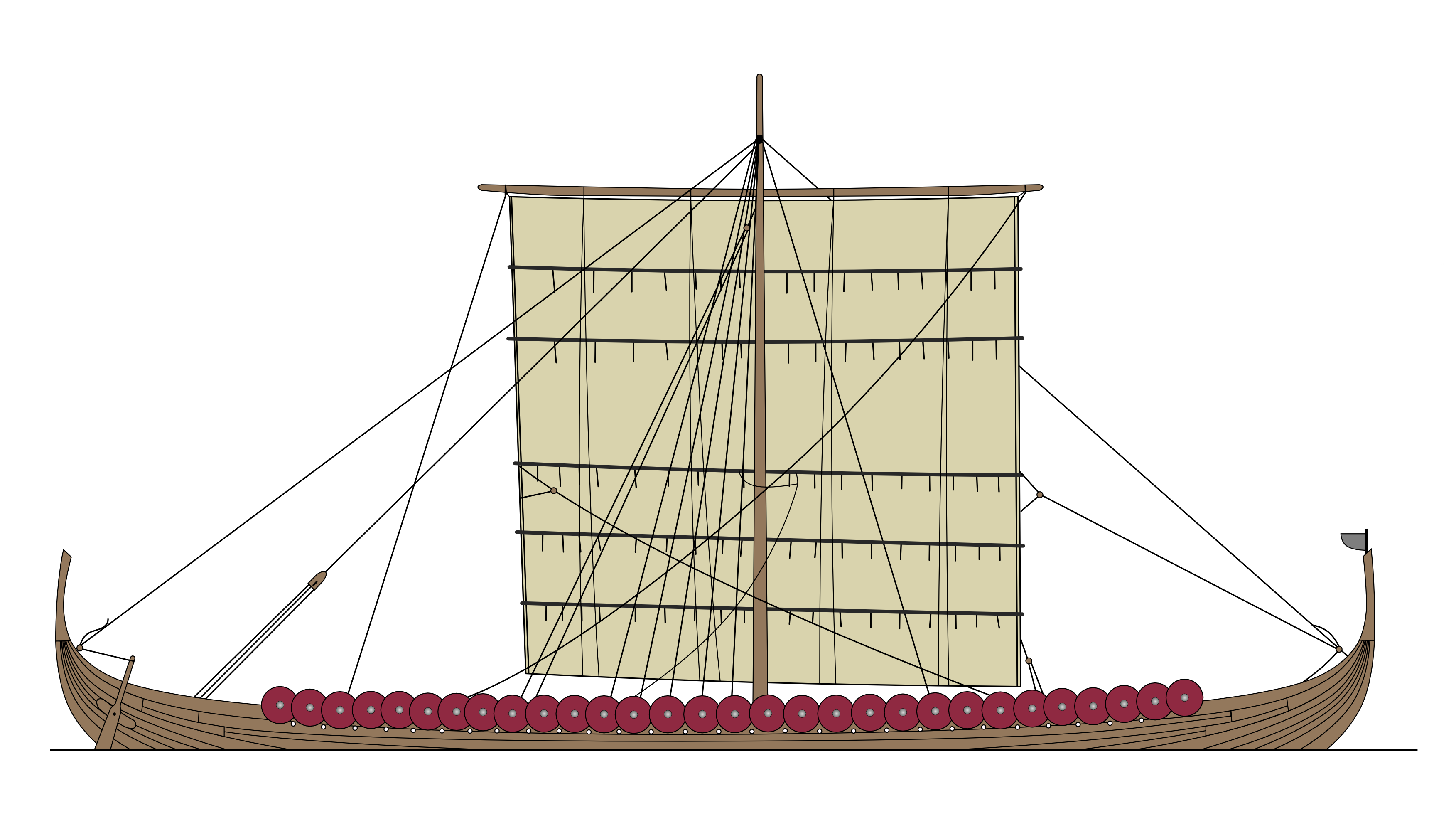
Profil av ett klassisk långskepp.

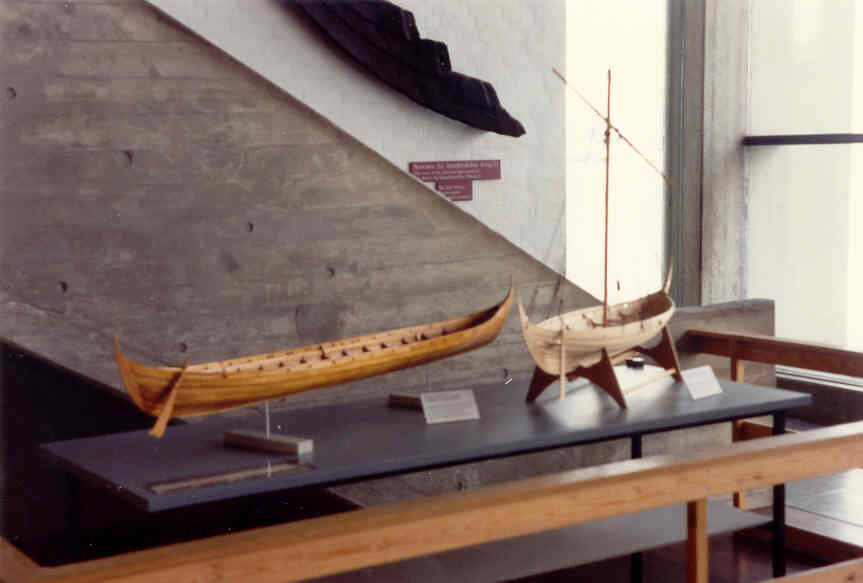
Modeller från Vikingeskibsmuseet i Roskilde. Bilden visar ett långskepp (t.v) tillsammans med den för handel bättre lämpade knarren (t.h).

Långskepp (fornnordiska: langskip), även kallat drakskepp (fornvästnordiska: drekaskip) för sin utspökning med drakhuvud (drekahofud) i fören, var en typ av långsmala vikingaskepp som primärt avsågs som örlogsfartyg. De var enmastade, mycket långsmala klinkfartyg med höga stävar, karaktäriserade av sina sidoroder (därav styrbord, ”rodersidan”, och ba(k)bord, ”styrmans baksida”), råsegel och vid stridssammanhang, löstagbara snidade drakhuvud och svans i för och akter, samt sköldar längs relingen. Förutom segel var de även försedda med flera roddportar för att effektivt kunna förse skeppet med drivkraft från åror, med eller utan segel.
Långskepp var aldrig standardiserade, utan konstruerades efter behov, virke och budget. Det förekom olika namn för olika storleksklasser och utformningar, där de största kallades ”drake” (fornvästnordiska: dreki, fornöstnordiska: draki) eller det liktydiga ”orm” (fornnordiska: ormr), såsom det största kända skeppet Ormen Långe.
Denna förenklade bild har kompletterats av arkeologiska fynd som ger en mer nyanserad bild av mycket skickligt byggda fartyg, vilka bidragit mycket till sjöfartens utveckling. Skeppen var öppna och odäckade. Långskeppens era var från 700-talet till 1200-talet. Det verkar att ha funnits också en annan typ av krigsskepp, snäcka.
Ett av de mer berömda långskeppen kallades enligt sagorna Ormen Långe. 
De viktigaste fynden av vikingaskepp är Osebergs- och Gokstadsskeppet, hittade i norska gravhögar, och de fem fartyg som hittades i Roskildefjorden på 1960-talet. Ett av de sistnämnda var ett långskepp och en rekonstruktion av det sjösattes hösten 2004 för att sommaren 2007 segla till Irland (se Havhingsten fra Glendalough).
Sedan länge har det varit känt att vikingaskeppen var sjödugliga och välseglande. Havhingsten bekräftar att man gott kan kryssa med ett långskepp. Också med revat segel var seglingsegenskaperna goda. Att kryssa i hög sjö är ändå långsamt och påfrestande för både skepp och besättning, varför man hellre väntar på lämplig vind.

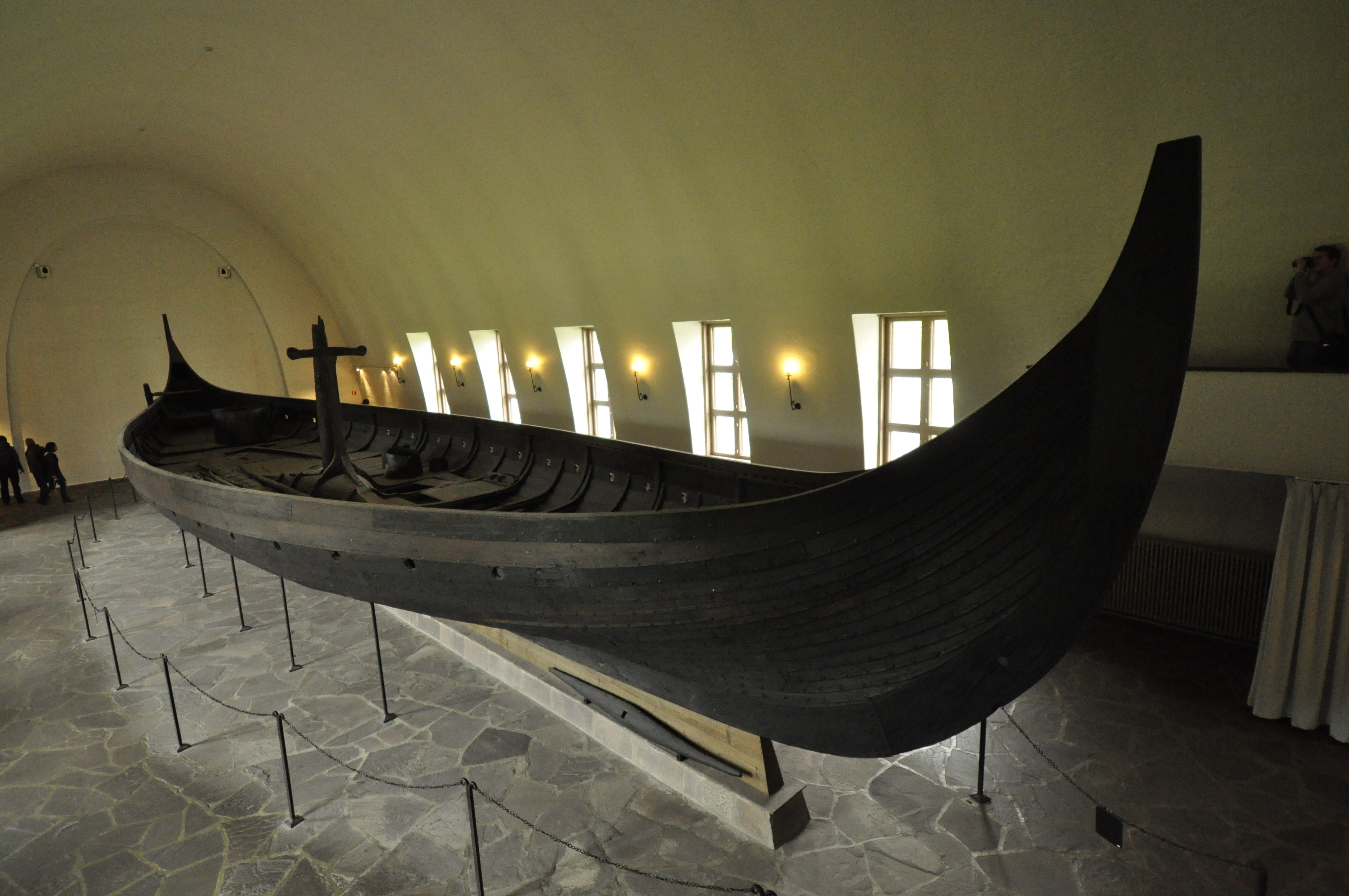
Välbevarat vikingaskepp.

Långskeppen har en stor besättning i förhållande till hur mycket last de kan bära: på Havhingsten räknade man med att kunna föra mat och vatten för ungefär fem dagar, alltför litet för långa resor över öppet hav. Utrymmet för folk utöver den egentliga besättningen är också mycket begränsat.

## Anteckning
1. ↑  Ett missförstånd gällande seglens form ledde till att man tidigare underskattade kryssningsegenskaperna.